# Coupe ASOBAL 2015-2016
Navigation
Coupe ASOBAL 2014-2015 Coupe ASOBAL 2016-2017
La Coupe ASOBAL 2015-2016 est la 26e édition de la compétition qui a eu lieu les 19 et 20 décembre 2015 dans le Palais des sports de León.
Elle est remportée par le FC Barcelone pour la 11e fois.

## Équipes engagées et formule
Les équipes engagées sont le CB Ademar León qui est organise la compétition à domicile et les trois premières équipes du Championnat d'Espagne 2015-2016 à la fin des matchs aller, à savoir le FC Barcelone, le Naturhouse La Rioja et le CB Cangas.
Le format de la compétition est une phase finale à 4 (demi-finale, finale) avec élimination directe. L'équipe qui remporte la compétition obtient une place qualificative pour la Ligue des champions 2016-2017.

## Résultats
|  | Demi-finales        | Demi-finales |                     |    | Finale | Finale |
|  | Demi-finales        | Demi-finales |                     |    | Finale | Finale |
|  |                     |              |                     |    |        |        |
|  |                     |              |                     |    |        |        |
|  |                     |              |                     |    |        |        |
|  | CB Ademar León      | 30           |                     |    |        |        |
|  | CB Ademar León      | 30           |                     |    |        |        |
|  | Naturhouse La Rioja | 32           |                     |    |        |        |
|  | Naturhouse La Rioja | 32           | Naturhouse La Rioja | 31 |        |        |
|  |                     |              | Naturhouse La Rioja | 31 |        |        |
|  |                     | FC Barcelone | 35                  |    |        |        |
|  | FC Barcelone        | FC Barcelone | 35                  | 34 |        |        |
|  | FC Barcelone        |              |                     | 34 |        |        |
|  | CB Cangas           | 21           |                     |    |        |        |
|  | CB Cangas           | 21           |                     |    |        |        |